# André Isidore Carey
André Isidore Carey est un danseur français né à Milan le 30 novembre 1799 et mort à Paris 9e le 28 février 1867.
Élève d'Auguste Vestris, il arrive à Stockholm en 1815, comme premier danseur du Ballet royal suédois jusqu'en 1823. Il débute en décembre 1815 dans La Fille mal gardée de Jean Dauberval, chorégraphiée par Jean-Baptiste Brulo, en compagnie de Sophie Daguin.
En 1820, il succède à Filippo Taglioni comme maître de ballet et directeur de la danse.
Quittant la Suède en 1823, Carey a dansé et chorégraphié à Varsovie pendant la saison 1823–24. De décembre 1823 à avril 1824, il monte quatre ballets sur la scène du Théâtre national de Varsovie: Nouveau Narcisse, La Fille mal gardée, Le Barbier de Séville et Retour de la guerre. Il est accompagné de sa femme, Joséphine Sainte-Claire, en tant que premier danseur de la compagnie de Varsovie. Plus tard, il a également travaillé dans danse notamment à Milan et Naples en 1828 et 1829, à Moscou en 1838 et finit par s'établir à Amsterdam, où il est le partenaire de Madame Montessu. 
Il resta longtemps en correspondance avec Auguste Bournonville qui fut d'ailleurs le professeur de ses fils Gustave et Édouard.

## Famille
Le 26 mars 1821, il épouse la danseuse française Joséphine Sainte-Claire en l'Église Sainte-Eugénie de Stockholm.